# 台湾職業棒球大聯盟
台湾職業棒球大聯盟（たいわんしょくぎょうぼうきゅうだいれんめい）は、2002年まで台湾に存在した野球リーグ。略称は台湾大聯盟（TML）。
最高顧問が郭泰源だったことから西武ライオンズとの関係が深く、渡辺久信や石井丈裕などが選手兼任コーチとしてプレーした一方、許銘傑や張誌家、コーリー・ポールなどが台湾大聯盟の球団から西武入りしている。

## 歴史
1992年、声宝巨人棒球隊、俊国建設棒球隊、黒鷹棒球隊が中華職棒に加盟を申請するが、声宝巨人のみ不受理となった。その後も声宝巨人による申請が行われたが、加盟認可が受けられなかったため、1995年3月に新リーグ結成を表明し、同年12月に声宝と年代影視とで那魯湾股份有限公司を立ち上げ、新リーグの経営母体とした。
1997年よりリーグ戦が開始され、開幕戦は2月28日に嘉義県立野球場で行われた太陽対勇士戦であった。リーグ開始当初は、八百長事件で中華職棒の人気が落ちていたこともあり、後発ながら中華職棒を凌ぐ人気を獲得した。しかし、選手を球団ではなく連盟が一括管理する方式（発足当初の四国アイランドリーグと同様の方式）を採用したため、戦力が均衡となる長所の一方、チーム間の競争意識が希薄になる欠点があった。また中華職棒からの選手の引抜きが原因となり両連盟は対立、両連盟間における台湾一決定戦などが実施されないこともあり台湾大聯盟の人気は次第に落ちていった。
2002年シーズンオフには球団を2つに削減した上で、球団に親会社をつける事を条件として台湾大聯盟と中華聯盟との合併話が進み、2003年1月13日に両連盟の合併が行われ、台湾大聯盟の歴史に幕が下ろされた。

## 球団
全球団を那魯湾股份有限公司が保有し、別個にスポンサーがつく方式をとる。
- 台北太陽
台北声宝太陽 (1997-2000) →台北誠泰太陽 (2001-2002)

- 台中金剛
台中金剛 (1997) →台中中繊金剛 (1998) →台中金剛 (1999) →台中媚登峰金剛 (2000-2001) →台中宏碁金剛 (2002)

- 嘉南勇士
嘉南年代勇士 (1997-1999) →嘉南遠伝勇士 (2000) →嘉南網客勇士 (2001) →嘉南勇士 (2002)

- 高屏雷公
高屏生活雷公 (1997-1999) →高屏年代雷公 (2000-2002)

### 中華聯盟との合併後
台湾大聯盟と中華聯盟との合併に際して、球団の合併が行われた。
- 台中宏碁金剛、嘉南勇士 → 那魯湾太陽（のち米迪亜ティー・レックス）※解散
- 台北誠泰太陽、高屏年代雷公 → 第一金剛（のち楽天モンキーズ）

## 歴代優勝チーム
- MVPは優勝チームから1名選出、優秀選手は両チームから1名選出。

| 回 | 年度   | 優勝チーム | 監督   | MVP    | 対戦成績 | 勝敗表  | 対戦チーム | 監督     | 優秀選手         |
| -- | ------ | ---------- | ------ | ------ | -------- | ------- | ---------- | -------- | ---------------- |
| 1  | 1997年 | 勇士       | 趙士強 | 坎沙諾 | 4勝3敗   | ●○○●●○○ | 太陽       | 貝克曼   | 無し             |
| 2  | 1998年 | 太陽       | 愛爾蘭 | 蔡泓澤 | 4勝3敗   | ○●●○●○○ | 雷公       | 山根俊英 | 無し             |
| 3  | 1999年 | 金剛       | 蔡栄宗 | 許銘傑 | 4勝2敗   | ●○○○●○  | 太陽       | 趙士強   | 無し             |
| 4  | 2000年 | 太陽       | 趙士強 | 亜士達 | 4勝0敗   | ○○○○    | 雷公       | 徐生明   | 無し             |
| 5  | 2001年 | 金剛       | 呉復連 | 黄欽智 | 4勝2敗   | ○●●○○○  | 太陽       | 李居明   | 童琮輝、蔡泓澤   |
| 6  | 2002年 | 金剛       | 呉復連 | 謝佳賢 | 4勝1敗   | ○○●○○   | 雷公       | 徐生明   | 武藤幸司、許文雄 |

## 会長
- 簡明景（1996年2月5日 - 1997年7月9日） - 在任中に死去
- 王金平（1997年7月17日 - 2002年12月31日） - 1997年8月22日までは代理として